# Parafia Niepokalanego Poczęcia Najświętszej Maryi Panny w Warszawie (Wrzeciono)
Parafia Niepokalanego Poczęcia Najświętszej Maryi Panny na Wrzecionie w Warszawie – parafia rzymskokatolicka należąca do dekanatu bielańskiego, archidiecezji warszawskiej, metropolii warszawskiej Kościoła katolickiego, w Warszawie. Obsługiwana przez księży diecezjalnych.

## Historia
Parafia została erygowana 15 marca 1980 przez prymasa Stefana Wyszyńskiego.

### Kościół parafialny
Kościół został wybudowany w latach 90. XX wieku. 8 września 1995 kard. Józef Glemp dokonał uroczystego poświęcenia świątyni.

## Duszpasterstwo
W parafii posługę pełnią siostry salezjanki. Od 2022 roku proboszczem parafii jest ks. Wojciech Janyga.